# 楠克拉
楠克拉（法語：Nancras，法語發音：[nɑ̃kʁa]）是法国滨海夏朗德省的一个市镇，位于该省中部偏西，属于桑特区。

## 地理
楠克拉（45°44'43"N, 0°52'53"W）面积3.06 平方千米，位于法国新阿基坦大区滨海夏朗德省，该省份为法国西部滨海省份，北起旺代省，西临大西洋，南至吉倫特省，东南接多爾多涅省，东北接德塞夫勒省接壤，东临夏朗德省。
与楠克拉接壤的市镇（或旧市镇、城区）包括：巴朗扎克、勒加、萨布隆索、圣热姆。

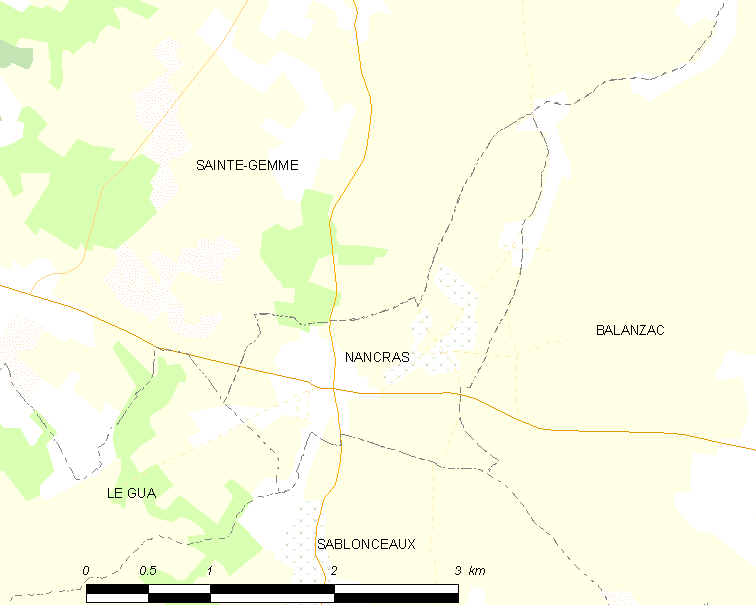
楠克拉的OSM定位图

楠克拉的时区为UTC+01:00、UTC+02:00（夏令时）。

## 行政
楠克拉的邮政编码为17600，INSEE市镇编码为17255。

## 政治
楠克拉所属的省级选区为圣波谢尔县。

## 人口

1962-2008年间楠克拉人口变化图示

楠克拉于2022年1月1日时的人口数量为795人。